# کارل لودویگ لیبای
کارل لودویگ لیبای (اسلواکی: Karl Ludwig Libay; ۱۳ مهٔ ۱۸۱۶ – ۶ ژانویهٔ ۱۸۸۸) هنرمند لیتوگرافی، نقشه کش و نقاش اهل اسلواکی بود.